# كاستيلت إ لا غورنال
بلدية كاستيليت إي لا غورنال (بالكاتالانية: Castellet i la Gornal) هي إحدى بلديات مقاطعة برشلونة، والتي تقع في منطقة كاتالونيا، شرق إسبانيا.
يبلغ عدد سكانها 2.044 نسمة وفقاً لإحصائية سنة (2007).